# Geotrygon frenata
Geotrygon frenata é uma espécie de ave da família Columbidae.
Pode ser encontrada nos seguintes países: Argentina, Bolívia, Colômbia, Equador e Peru.
Os seus habitats naturais são: regiões subtropicais ou tropicais húmidas de alta altitude.